# Golfpokal 2023
Der 25. Golfpokal war ein Fußballwettbewerb zwischen den arabischen Anrainerstaaten des Persischen Golfes, welcher von der Arab Gulf Cup Football Federation ausgetragen wird. Er wurde vom 6. bis 19. Januar 2023 im irakischen Basra, auf zwei Stadien verteilt ausgetragen. Am Ende konnte sich der Irak im Finale nach Verlängerung mit einem 3:2-Sieg über den Oman durchsetzen und damit seinen vierten Titel bei diesem Wettbewerb einfahren.

## Mannschaften
Teilnehmer sind alle Nationen die der Arab Gulf Cup Football Federation gehören. Demnach folgend sind dies Bahrain, der Jemen, Katar, der Irak, Kuwait, der Oman, Saudi-Arabien und die Vereinigten Arabischen Emirate.

## Ziehung
Ausgehend von der Platzierung auf der FIFA-Weltrangliste im Oktober 2022, wurden die Mannschaften in absteigender Reihenfolge auf vier Töpfe verteilt. Die Ziehung selbst fand dann 25. Oktober 2022 in Basra statt. Der Irak wurde hier als Gastgeber nebst dem Titelverteidiger Bahrain unabhängig davon in den ersten Topf gesetzt.
| Topf 1       | Topf 2             | Topf 3                              | Topf 4       |
| ------------ | ------------------ | ----------------------------------- | ------------ |
| Irak (68)    | Katar (50)         | Vereinigten Arabischen Emirate (70) | Kuwait (149) |
| Bahrain (85) | Saudi-Arabien (51) | Oman (75)                           | Jemen (155)  |

## Austragungsorte
| Irak                      | Irak                     |
| ------------------------- | ------------------------ |
| Basra Sports City Stadium | al-Minaa Olympic Stadium |
| Kapazität: 65.227         | Kapazität: 30.000        |
|                           |                          |

## Schiedsrichter
Die meisten Schiedsrichter entstammten Mitgliedsnationen der AFC. Die einzige Ausnahme macht hier die UEFA von welcher auch noch István Kovács aus Rumänien als einziger außerasiatische Hauptschiedsrichter mit dabei ist. Begleitend dazu kommen noch die beiden ebenfalls rumänischen Schiedsrichterassistenten Ovidiu-Mihai Artene und Vasile Marinescu. Bei den Videoassistenten ist nebst dem Franzosen Jérémie Pignard auch noch der Marokkaner Rédouane Jiyed dabei.
Schiedsrichter:
- Ma Ning
- Ali Sabah
- Salman Falahi
- Abdullah Jamali
- Ahmed al-Kaf
- István Kovács
- Shukri al-Hanfoush
- Ilgiz Tantashev
- Adel al-Naqbi

Schiedsrichterassistenten:
- Zhang Cheng
- Zhou Fei
- Zahi al-Shammari
- Khaled Ayed
- Rashid Abdi
- Rashad al-Hakmani
- Mihai Artene
- Vasile Marinescu

Videoschiedsrichter:
- Fu Ming
- Jérémie Pignard
- Mohanad Qasim Sarray
- Abdulla al-Marri
- Rédouane Jiyed
- Abdullah al-Shehri
- Ahmed Darwish

## Gruppenphase

### Gruppe A
| Pl. | Land          | Sp. | S | U | N | Tore    | Diff. | Punkte |
| --- | ------------- | --- | - | - | - | ------- | ----- | ------ |
| 1.  | Irak          | 3   | 2 | 1 | 0 | 007:000 | +7    | 07     |
| 2.  | Oman          | 3   | 2 | 1 | 0 | 005:300 | +2    | 07     |
| 3.  | Saudi-Arabien | 3   | 1 | 0 | 2 | 003:400 | −1    | 03     |
| 4.  | Jemen         | 3   | 0 | 0 | 3 | 002:100 | −8    | 0      |

Quelle

### Gruppe B
| Pl. | Land       | Sp. | S | U | N | Tore    | Diff. | Punkte |
| --- | ---------- | --- | - | - | - | ------- | ----- | ------ |
| 1.  | Bahrain    | 3   | 2 | 1 | 0 | 005:300 | +2    | 07     |
| 2.  | Katar      | 3   | 1 | 1 | 1 | 004:300 | +1    | 04     |
| 3.  | Kuwait     | 3   | 1 | 1 | 1 | 002:300 | −1    | 04     |
| 4.  | VA Emirate | 3   | 0 | 1 | 2 | 002:400 | −2    | 01     |

Quelle

## K.o.-Phase
|  | Halbfinale | Halbfinale | Halbfinale |  |  | Finale | Finale | Finale |
|  |            |            |            |  |  |        |        |        |
|  |            |            |            |  |  |        |        |        |
|  | A1         | Irak       | 2          |  |  |        |        |        |
|  | B2         | Katar      | 1          |  |  |        |        |        |
|  |            |            |            |  |  | A1     | Irak   | 13V    |
|  |            |            |            |  |  | A2     | Oman   | 2      |
|  | B1         | Bahrain    | 0          |  |  |        |        |        |
|  | A2         | Oman       | 1          |  |  |        |        |        |
|  |            |            |            |  |  |        |        |        |

## Zwischenfall
Ein paar Stunden vor dem Finalspiel zwischen dem Irak und dem Oman kam es am 19. Januar 2023 zu einer Massenpanik im Bereich vor dem Stadion. Es wurde mindestens ein Mensch getötet, darüber hinaus gab es ca. 60 Verletzte. Nachdem sich die Massen im Bereich vor dem Stadion aufgelöst hatten, konnte das Finale wie geplant zeitig ausgetragen werden.